# Martin Tietze
Martin Tietze (1908-1942) fue un deportista alemán que compitió en luge en las modalidades individual y doble. Ganó siete medallas en el Campeonato Europeo de Luge entre los años 1934 y 1939.

## Palmarés internacional
| Campeonato Europeo | Campeonato Europeo     | Campeonato Europeo | Campeonato Europeo |
| Año                | Lugar                  | Medalla            | Prueba             |
| ------------------ | ---------------------- | ------------------ | ------------------ |
| 1934               | Ilmenau (Alemania)     | Medalla de oro     | Individual         |
| 1935               | Krynica (Polonia)      | Medalla de oro     | Individual         |
| 1935               | Krynica (Polonia)      | Medalla de plata   | Doble              |
| 1937               | Oslo (Noruega)         | Medalla de oro     | Individual         |
| 1937               | Oslo (Noruega)         | Medalla de oro     | Doble              |
| 1938               | Salzburg (Austria)     | Medalla de oro     | Individual         |
| 1939               | Reichenberg (Alemania) | Medalla de plata   | Individual         |